# José Miguel Campos
José Miguel Campos Rodríguez, más conocido como José Miguel Campos, (nacido el 12 de agosto de 1966) en Puerto de Mazarrón (Murcia), es un entrenador español de fútbol que actualmente dirige a La Unión Atlético, equipo de la Segunda Federación. Es el hijo del futbolista José Campos Rodríguez, campeón de liga con el Sevilla FC en el año 1946 y de Copa del Generalísimo en el año 1948.

## Trayectoria

### Jugador
Fue jugador de equipos como Real Murcia, CD Alcoyano, Real Jaén CF, UD Melilla y Mármol Macael.

### Entrenador
José Miguel Campos empezó en el mundo de los banquillos en el Atlético Abarán al que ascendió a la (3ª División) (2000-01) y después entrenaría dos temporadas al CD Bala Azul también de 3ª División.
El técnico mazarronero dirigiría después durante tres temporadas al CD Baza al que primero lo ascendió a Segunda División B (2004-05) y después lo mantuvo en la Segunda División B (2005-06). 
En la temporada 2006–07 firmó con el Real Murcia CF B sustituyendo al técnico Juan Sierra siendo campeón del grupo XIII (3ª División). En la siguiente temporada [2007-08] volvió a ascender a la Segunda División B con el filial murcianista. 
En la siguiente temporada (2008-09) entrena al (R.Murcia CF B) en Segunda División B, hasta que el 17 de diciembre con el filial en puestos de play-off y tras la destitución de Javier Clemente, pasa a entrenar al primer equipo del Real Murcia CF, logrando la permanencia en la Segunda División. Su buen papel en las categorías inferiores fue fundamental para que la directiva murcianista le considerase que tenía el perfil adecuado para ocupar el puesto del primer equipo.
Causó una buena impresión cuando coge las riendas del equipo y sus cinco victorias consecutivas fueron fundamentales para lograr la permanencia del conjunto grana, por lo que fue de nuevo el elegido para dirigir al equipo en la campaña (2009-10), pero el 2 de noviembre de 2009, es destituido como entrenador del Real Murcia nombrando en su puesto a José González.
El 6 de julio de 2010 anuncia su incorporación como entrenador del Real Jaén CF y en enero de 2011 acaba su relación con el club jienense por motivos extradeportivos, y fue apartado del club en enero tomando las riendas del equipo Manolo Herrero, y marchándose del club con una deuda importante.
El 20 de mayo de 2013 se hizo oficial su fichaje por el Fútbol Club Cartagena, clasificado para el "play-off" de ascenso a Segunda División, con el objetivo del ascenso de categoría de un club que descendió del fútbol profesional tan sólo un año antes. Tras caer en la primera eliminatoria frente al Caudal Deportivo y no conseguir el objetivo del ascenso, no renueva su contrato.
En verano de 2013 ficha por La Hoya Lorca Club de Fútbol, recién ascendido a Segunda B. Tras dos temporadas en La Hoya, Campos consiguió llevar a un recién ascendido hasta la segunda ronda de la promoción de ascenso (2013-14), mientras que en la segunda campaña y a pesar de la marcha de toda la plantilla, con un presupuesto muy ajustado,  salvó al equipo lorquino después de llegar a ser colista en varias jornadas (2014-2015). 
Con un año más de contrato con el Brócoli Mecánico y de mutuo acuerdo, el entrenador mazarronero pasaría a entrenar al Granada B donde consigue un meritorio quinto puesto en la temporada (2015-16).
En junio de 2016, José Miguel Campos deja el Granada B, donde estaba a cargo del filial y con propuesta de renovación, pero los cambios derivados de la venta del club, dieron pie a la salida del entrenador de Mazarrón, acreditado por su buen trabajo. 
Firma para la temporada 2016-17 por el AD Mérida, al que llega con sus ayudantes [Manuel Requena de la Dueña] segundo entrenador y también Jorge Escolar, preparador físico. Un mal inicio de Liga da lugar a su destitución cuando apenas se cumplían siete jornadas del campeonato.
En noviembre de 2017, se convierte en nuevo entrenador del UCAM Murcia Club de Fútbol tras la destitución de Lluís Planagumà del club universitario. El entrenador murciano llega al club que milita en el Grupo IV de Segunda B, con la idea de devolverlo a la Segunda División, siendo un gran conocedor de la categoría.
En julio de 2018, es contratado por el Club de Fútbol Salmantino UDS como entrenador de su primer equipo, tras la decisión de no contar con su técnico anterior, Pablo Cortés, el cual llevó al club a 2ª división B. En octubre de 2018 se anuncia que deja de ser entrenador de este mismo equipo.
El 4 de junio de 2024, firma por La Unión Atlético, equipo de la Segunda Federación.

## Clubes
| Club                          | País   | Año             |
| ----------------------------- | ------ | --------------- |
| Atlético Abarán               | España | 2000-2001       |
| CD Bala Azul                  | España | 2001-2003       |
| CD Baza                       | España | 2003-2006       |
| Real Murcia CF B              | España | 2006-2008       |
| Real Murcia CF                | España | 2008-2009       |
| Real Jaén CF                  | España | 2010-2011       |
| FC Cartagena                  | España | 2013            |
| La Hoya Lorca Club de Fútbol  | España | 2013-2015       |
| Granada CF B                  | España | 2015-2016       |
| AD Mérida                     | España | 2016            |
| UCAM Murcia Club de Fútbol    | España | 2017-2018       |
| Club de Fútbol Salmantino UDS | España | 2018            |
| La Unión Atlético             | España | 2024-actualidad |

## Palmarés
- Ascenso a 3ª División con el Atlético Abarán.
- Ascenso a 2ª División B con el CD Baza.
- Ascenso a 2ª División B con el Real Murcia B.
- Fase de Ascenso a 2ª División A con el (FC Cartagena).
- Fase de Ascenso a 2ª División A con (Hoya Lorca CF).